# Francisca Redondo Cubero
Francisca Redondo Cubero (Las Pedroñeras, província de Conca, 18 de maig de 1915 - Terrassa, 18 de setembre de 2007) Va ser una activista i política terrassenca.

## Biografia
Va néixer en una família nombrosa que tenia alguna terra. Va anar poc a l'escola i de joveneta ja treballava al camp, on protestava per la inferioritat salarial de les noies. Als 16 anys va anar a servir a Madrid, on va poder complir el seu desig d'aprendre.
Poc després dproclamar-se la República, entrà a formar part de les Joventuts Socialistes. Durant la guerra civil espanyola va treballar en un hospital i es va afiliar al Partit Comunista.
Es va casar el 1941 i va tenir tres filles. El seu marit havia estat torturat i empresonat el 1939 i després va ser vigilat per la policia durant uns anys. Per aquest motiu van marxar a València i, l'any 1957, a Terrassa. Van viure rellogats fins a aconseguir un pis al barri de la Maurina. Com que el marit de la germana de Francisca continuava empresonat a Burgos i condemnat a pena de mort, ràpidament es va relacionar amb nuclis polítics clandestins.
Va treballar en el servei domèstic, posava injeccions pel barri i va veremar a França fins que va comprar-se una cosidora per dedicar-se a la confecció. El marit també feia les feines de la casa; ella ja havia aconseguit la corresponsabilització de les feines domèstiques.

## Tasca cívica i veïnal
El barri no tenia ni infraestructures urbanes ni serveis. Les mobilitzacions veïnals per aconseguir l'enllumenat públic, la urbanització dels carrers, els equipaments escolars, els sanitaris, etcètera, van prendre cos als anys seixanta i van continuar amb molta intensitat als anys setanta. Ella en va formar part molt activament, va impulsar l'Associació de Veïns i veïnes, el moviment de dones i el de la gent gran fins a aconseguir un casal al barri. Estava profundament convençuda de la necessitat de lluitar col·lectivament i no li feia vergonya donar la seva opinió al veïnat al mig d'una plaça. La seva autoritat era àmpliament reconeguda, tant en el moviment veïnal com en el solidari amb països empobrits, en el qual es va implicar uns anys més tard, i entre les dones i la gent gran.
La defunció d'un regidor del PSUC la va portar a acceptar la Regidoria de Sanitat de l'Ajuntament de Terrassa del 1981 al 1983.
|

## Reconeixement i homenatge
El Centre Cívic de la plaça de la Maurina va rebre el seu nom. Una placa la recorda a la llar del barri. L'any 1993 el Casal de la Dona, del qual va ser membre fins que va morir, l'any 2007, la va homenatjar.